# Élections municipales de 2020 en Charente
Des élections municipales en Charente étaient prévues les 15 et 22 mars 2020. Comme dans le reste de la France, le report du second tour est annoncé en pleine crise sanitaire liée à la propagation du coronavirus Covid-19. Par du décret du 27 mai 2020, le second tour est fixé au 28 juin 2020.

## Analyse
Au premier tour, la totalité des conseillers municipaux et communautaires ont été élus sur 86 % des communes du département (315 sur 366). L'élection des maires et adjoints qui devait s'effectuer avant le 23 mars est reportée en raison de la pandémie de maladie à coronavirus. Les conseillers municipaux élus dès le premier tour entrent finalement en fonction le 18 mai 2020, tandis que les maires et les adjoints devraient être élus lors de la première réunion de chaque conseil municipal, prévue entre le 23 et le 28 mai.
Le deuxième tour prévu initialement le 22 mars est également reporté sine die.

## Maires sortants et maires élus
Le scrutin est marqué par une grande stabilité politique, à l'exception de la perte de Cognac par la gauche. La gauche échoue ainsi à reconquérir les villes perdues lors du scrutin précédent à Barbezieux-Saint-Hilaire, Chasseneuil-sur-Bonnieure, Jarnac et surtout Angoulême.   
| Commune                                   | Population | Maire sortant       | Parti | Parti | Maire élu            | Parti | Parti |
| ----------------------------------------- | ---------- | ------------------- | ----- | ----- | -------------------- | ----- | ----- |
| Angoulême                                 | 41 740     | Xavier Bonnefont    |       | DVD   | Xavier Bonnefont     |       | DVD   |
| Barbezieux-Saint-Hilaire                  | 4 672      | André Meuraillon    |       | DVD   | André Meuraillon     |       | DVD   |
| Brie                                      | 4 221      | Michel Buisson      |       | DVG   | Michel Buisson       |       | DVG   |
| Champniers                                | 5 151      | Jeanne Filloux      |       | DVG   | Michaël Laville      |       | DVG   |
| Châteaubernard                            | 3 714      | Pierre-Yves Briand  |       | MoDem | Pierre-Yves Briand   |       | MoDem |
| Châteauneuf-sur-Charente                  | 3 536      | Jean-Louis Lévesque |       | DVG   | Jean-Louis Lévesque  |       | DVG   |
| Cognac                                    | 18 825     | Michel Gourinchas   |       | DVG   | Morgan Berger        |       | DVD   |
| Fléac                                     | 3 742      | Guy Étienne         |       | DVG   | Hélène Gingast       |       | DVG   |
| Gond-Pontouvre                            | 6 010      | Gérard Dezier       |       | PS    | Gérard Dezier        |       | PS    |
| Jarnac                                    | 4 403      | François Raby       |       | DVD   | Philippe Gesse       |       | DVD   |
| L'Isle-d'Espagnac                         | 5 604      | Marie-Hélène Pierre |       | PS    | Michel Issard        |       | DVG   |
| La Couronne                               | 7 732      | Jean-François Dauré |       | PS    | Jean-François Dauré  |       | PS    |
| La Rochefoucauld-en-Angoumois             | 3 981      | Jean-Louis Marsaud  |       | DVD   | Jean-Louis Marsaud   |       | DVD   |
| Roullet-Saint-Estèphe                     | 4 262      | Gérard Roy          |       | DVD   | Gérard Roy           |       | DVD   |
| Ruelle-sur-Touvre                         | 7 201      | Michel Tricoche     |       | DVG   | Jean-Luc Valantin    |       | DVG   |
| Saint-Yrieix-sur-Charente                 | 7 274      | Denis Dolimont      |       | PS    | Jean-Jacques Fournié |       | PS    |
| Soyaux                                    | 9 351      | François Nebout     |       | DVD   | François Nebout      |       | DVD   |
| Terres-de-Haute-Charente                  | 3 953      | Jean-Michel Dufaud  |       | DVG   | Sandrine Précigout   |       | PS    |
| * Ne sont pas candidats à leur réélection |            |                     |       |       |                      |       |       |

### Résultats en nombre de maires
| Partis       | Partis                    | Maires sortants | Maires élus | Évolution |
| ------------ | ------------------------- | --------------- | ----------- | --------- |
|              | Divers droite             | 11              | 8           |           |
|              | UDI                       | 3               | 0           |           |
| Total droite | Total droite              | 14              | 8           |           |
|              | MoDem                     | 1               | 1           |           |
|              | LREM                      | 1               | 1           |           |
|              | DVC                       | 0               | 2           |           |
| Total centre | Total centre              | 2               | 4           |           |
|              | Divers gauche             | 12              | 12          |           |
|              | Parti communiste français | 1               | 1           |           |
|              | Parti socialiste          | 4               | 1           |           |
| Total gauche | Total gauche              | 17              | 14          |           |
|              | Sans étiquette            | 2               | 9           |           |
| Total        | Total                     | 35              | 35          | -         |

## Résultats dans les communes de plus de2 000habitants

### Angoulême
- Maire sortant : Xavier Bonnefont (DVD)
- 43 sièges à pourvoir au conseil municipal
- 22 sièges à pourvoir au conseil communautaire (CA du Grand Angoulême).

|                          |                          |                          |              |              |        |        |  |  |  |
| Tête de liste            | Tête de liste            | Liste                    | Premier tour | Premier tour | Sièges | Sièges |  |  |  |
| Tête de liste            | Tête de liste            | Liste                    | Voix         | %            | CM     | CC     |  |  |  |
|                          | Xavier Bonnefont         | DVD-LC                   | 4 301        | 52,68        | 34     | 18     |  |  |  |
|                          | Françoise Coutant        | EELV-G.s-PCF             | 1 793        | 21,96        | 5      | 2      |  |  |  |
|                          | Martine Pinville         | PS                       | 1 195        | 14,63        | 3      | 1      |  |  |  |
|                          | Raphaël Manzanas         | LFI                      | 690          | 8,45         | 1      | 1      |  |  |  |
|                          | Olivier Nicolas          | LO                       | 185          | 2,26         | 0      | 0      |  |  |  |
|                          |                          |                          |              |              |        |        |  |  |  |
| Votes valides            | Votes valides            | Votes valides            | 8 164        | 97,41        |        |        |  |  |  |
| Votes blancs             | Votes blancs             | Votes blancs             | 96           | 1,15         |        |        |  |  |  |
| Votes nuls               | Votes nuls               | Votes nuls               | 121          | 1,44         |        |        |  |  |  |
| Total                    | Total                    | Total                    | 8 381        | 100          | 43     | 22     |  |  |  |
| Abstention               | Abstention               | Abstention               | 17 146       | 67,17        |        |        |  |  |  |
| Inscrits / participation | Inscrits / participation | Inscrits / participation | 25 527       | 32,83        |        |        |  |  |  |

### Barbezieux-Saint-Hilaire
- Maire sortant : André Meuraillon (DVD)
- 27 sièges à pourvoir au conseil municipal

| Tête de liste | Tête de liste    | Liste       | Premier tour | Premier tour | Sièges | Sièges |
| Tête de liste | Tête de liste    | Liste       | Voix         | %            | CM     | CC     |
| ------------- | ---------------- | ----------- | ------------ | ------------ | ------ | ------ |
|               | André Meuraillon | DVD         | 834          | 61,18        | 22     | 11     |
|               | Yann Fontenoy    | DVC         | 529          | 38,81        | 5      | 2      |
|               |                  |             |              |              |        |        |
| Inscrits      | Inscrits         | Inscrits    | 3 264        | 100,00       |        |        |
| Abstentions   | Abstentions      | Abstentions | 1 829        | 56,04        |        |        |
| Votants       | Votants          | Votants     | 1 435        | 43,96        |        |        |
| Blancs        | Blancs           | Blancs      | 30           | 0,92         |        |        |
| Nuls          | Nuls             | Nuls        | 42           | 1,29         |        |        |
| Exprimés      | Exprimés         | Exprimés    | 1 363        | 41,76        |        |        |

### Brie
- Maire sortant : Michel Buisson (DVG)
- 27 sièges à pourvoir au conseil municipal

| Tête de liste | Tête de liste  | Liste       | Premier tour | Premier tour | Sièges | Sièges |
| Tête de liste | Tête de liste  | Liste       | Voix         | %            | CM     | CC     |
| ------------- | -------------- | ----------- | ------------ | ------------ | ------ | ------ |
|               | Michel Buisson | DVG         | 1 007        | 100,00       | 27     | 2      |
|               |                |             |              |              |        |        |
| Inscrits      | Inscrits       | Inscrits    | 3 151        | 100,00       |        |        |
| Abstentions   | Abstentions    | Abstentions | 2 064        | 65,50        |        |        |
| Votants       | Votants        | Votants     | 1 087        | 34,50        |        |        |
| Blancs        | Blancs         | Blancs      | 18           | 0,57         |        |        |
| Nuls          | Nuls           | Nuls        | 62           | 1,97         |        |        |
| Exprimés      | Exprimés       | Exprimés    | 1 007        | 31,96        |        |        |

### Champniers
- Maire sortante: Jeanne Filloux (DVG)
- 29 sièges à pourvoir au conseil municipal

| Tête de liste | Tête de liste   | Liste       | Premier tour | Premier tour | Sièges | Sièges |
| Tête de liste | Tête de liste   | Liste       | Voix         | %            | CM     | CC     |
| ------------- | --------------- | ----------- | ------------ | ------------ | ------ | ------ |
|               | Michaël Laville | DVG         | 1 080        | 100,00       | 29     | 2      |
|               |                 |             |              |              |        |        |
| Inscrits      | Inscrits        | Inscrits    | 4 498        | 100,00       |        |        |
| Abstentions   | Abstentions     | Abstentions | 3 273        | 72,77        |        |        |
| Votants       | Votants         | Votants     | 1 225        | 27,23        |        |        |
| Blancs        | Blancs          | Blancs      | 62           | 1,38         |        |        |
| Nuls          | Nuls            | Nuls        | 83           | 1,85         |        |        |
| Exprimés      | Exprimés        | Exprimés    | 1 080        | 24,01        |        |        |

### Chasseneuil-sur-Bonnieure
- Maire sortant : Jean-Claude Fourgeaud (DVD)
- 23 sièges à pourvoir au conseil municipal

| Tête de liste | Tête de liste         | Liste       | Premier tour | Premier tour | Sièges | Sièges |
| Tête de liste | Tête de liste         | Liste       | Voix         | %            | CM     | CC     |
| ------------- | --------------------- | ----------- | ------------ | ------------ | ------ | ------ |
|               | Fabrice Point         | DIV         | 708          | 58,51        | 19     | 4      |
|               | Jean-Claude Fourgeaud | DVD         | 502          | 41,48        | 4      | 1      |
|               |                       |             |              |              |        |        |
| Inscrits      | Inscrits              | Inscrits    | 2 194        | 100,00       |        |        |
| Abstentions   | Abstentions           | Abstentions | 936          | 42,66        |        |        |
| Votants       | Votants               | Votants     | 1 258        | 57,34        |        |        |
| Blancs        | Blancs                | Blancs      | 17           | 0,77         |        |        |
| Nuls          | Nuls                  | Nuls        | 31           | 1,41         |        |        |
| Exprimés      | Exprimés              | Exprimés    | 1 210        | 55,15        |        |        |

### Châteaubernard
- Maire sortant : Pierre-Yves Briand (MoDem)
- 27 sièges à pourvoir au conseil municipal

| Tête de liste | Tête de liste          | Liste       | Premier tour | Premier tour | Sièges | Sièges |
| Tête de liste | Tête de liste          | Liste       | Voix         | %            | CM     | CC     |
| ------------- | ---------------------- | ----------- | ------------ | ------------ | ------ | ------ |
|               | Pierre-Yves Briand     | MoDem       | 791          | 71,13        | 23     | 4      |
|               | Jean-Claude Fayemendie | DVG         | 321          | 28,86        | 4      | 0      |
|               |                        |             |              |              |        |        |
| Inscrits      | Inscrits               | Inscrits    | 2 605        | 100,00       |        |        |
| Abstentions   | Abstentions            | Abstentions | 1 459        | 56,01        |        |        |
| Votants       | Votants                | Votants     | 1 146        | 43,99        |        |        |
| Blancs        | Blancs                 | Blancs      | 18           | 0,69         |        |        |
| Nuls          | Nuls                   | Nuls        | 16           | 0,61         |        |        |
| Exprimés      | Exprimés               | Exprimés    | 1 112        | 42,69        |        |        |

### Châteauneuf-sur-Charente
- Maire sortant : Jean-Louis Lévesque (DVG)
- 29 sièges à pourvoir au conseil municipal

| Tête de liste | Tête de liste       | Liste       | Premier tour | Premier tour | Sièges | Sièges |
| Tête de liste | Tête de liste       | Liste       | Voix         | %            | CM     | CC     |
| ------------- | ------------------- | ----------- | ------------ | ------------ | ------ | ------ |
|               | Jean-Louis Lévesque | DVG         | 838          | 60,68        | 22     | 3      |
|               | Pierre Berton       | DVD         | 543          | 39,31        | 5      | 1      |
|               |                     |             |              |              |        |        |
| Inscrits      | Inscrits            | Inscrits    | 2 465        | 100,00       |        |        |
| Abstentions   | Abstentions         | Abstentions | 1 022        | 41,46        |        |        |
| Votants       | Votants             | Votants     | 1 443        | 58,54        |        |        |
| Blancs        | Blancs              | Blancs      | 28           | 1,14         |        |        |
| Nuls          | Nuls                | Nuls        | 34           | 1,38         |        |        |
| Exprimés      | Exprimés            | Exprimés    | 1 381        | 56,02        |        |        |

### Cherves-Richemont
- Maire sortant : Alain Riffaud (DVD)
- 19 sièges à pourvoir au conseil municipal

| Tête de liste | Tête de liste       | Liste       | Premier tour | Premier tour | Sièges | Sièges |
| Tête de liste | Tête de liste       | Liste       | Voix         | %            | CM     | CC     |
| ------------- | ------------------- | ----------- | ------------ | ------------ | ------ | ------ |
|               | Jean-Marc Girardeau | DIV         | 642          | 86,87        | 18     | 2      |
|               | Michèle Depoutot    | DIV         | 97           | 13,12        | 1      | 0      |
|               |                     |             |              |              |        |        |
| Inscrits      | Inscrits            | Inscrits    | 1 895        | 100,00       |        |        |
| Abstentions   | Abstentions         | Abstentions | 1 121        | 59,16        |        |        |
| Votants       | Votants             | Votants     | 774          | 40,84        |        |        |
| Blancs        | Blancs              | Blancs      | 11           | 0,58         |        |        |
| Nuls          | Nuls                | Nuls        | 24           | 1,27         |        |        |
| Exprimés      | Exprimés            | Exprimés    | 739          | 39,00        |        |        |

### Cognac
- Maire sortant : Michel Gourinchas (DVG)
- 33 sièges à pourvoir au conseil municipal

| Tête de liste            | Tête de liste            | Liste                    | Premier tour | Premier tour | Second tour | Second tour | Sièges | Sièges |
| Tête de liste            | Tête de liste            | Liste                    | Voix         | %            | Voix        | %           | CM     | CC     |
| ------------------------ | ------------------------ | ------------------------ | ------------ | ------------ | ----------- | ----------- | ------ | ------ |
|                          | Morgan Berger            | DVD                      | 1 376        | 29,01        | 2 005       | 41,45       | 24     | 16     |
|                          | Jonathan Munoz           | DVG                      | 1 194        | 25,17        | 1 275       | 26,35       | 4      | 3      |
|                          | Jean-Hubert Lelièvre     | LR                       | 1 098        | 23,15        | 1 179       | 24,37       | 4      | 2      |
|                          | Damien Bertrand          | LREM                     | 543          | 11,45        | 378         | 7,81        | 1      | 0      |
|                          | Isabelle Lassalle        | RN                       | 357          | 7,52         |             |             |        |        |
|                          | Pascaline Brisset        | DVD                      | 174          | 3,66         |             |             |        |        |
|                          |                          |                          |              |              |             |             |        |        |
| Votes valides            | Votes valides            | Votes valides            | 4 742        | 97,27        | 4 837       | 97,78       |        |        |
| Votes blancs             | Votes blancs             | Votes blancs             | 61           | 1,25         | 58          | 1,17        |        |        |
| Votes nuls               | Votes nuls               | Votes nuls               | 72           | 1,48         | 52          | 1,05        |        |        |
| Total                    | Total                    | Total                    | 4 875        | 100          | 4 947       | 100         | 33     | 21     |
| Abstention               | Abstention               | Abstention               | 7 370        | 60,19        | 7 322       | 59,68       |        |        |
| Inscrits / participation | Inscrits / participation | Inscrits / participation | 12 245       | 39,81        | 12 269      | 40,32       |        |        |

### Confolens
- Maire sortant : Jean-Noël Dupré (UDI)
- 23 sièges à pourvoir au conseil municipal

| Tête de liste | Tête de liste   | Liste       | Premier tour | Premier tour | Sièges | Sièges |
| Tête de liste | Tête de liste   | Liste       | Voix         | %            | CM     | CC     |
| ------------- | --------------- | ----------- | ------------ | ------------ | ------ | ------ |
|               | Jean-Noël Dupré | DVD         | 601          | 100,00       | 27     | 4      |
|               |                 |             |              |              |        |        |
| Inscrits      | Inscrits        | Inscrits    | 1 923        | 100,00       |        |        |
| Abstentions   | Abstentions     | Abstentions | 1 133        | 58,92        |        |        |
| Votants       | Votants         | Votants     | 790          | 41,08        |        |        |
| Blancs        | Blancs          | Blancs      | 50           | 2,60         |        |        |
| Nuls          | Nuls            | Nuls        | 139          | 7,23         |        |        |
| Exprimés      | Exprimés        | Exprimés    | 601          | 31,25        |        |        |

### Fléac
- Maire sortant : Guy Étienne (DVG)
- 27 sièges à pourvoir au conseil municipal

| Tête de liste | Tête de liste  | Liste       | Premier tour | Premier tour | Sièges | Sièges |
| Tête de liste | Tête de liste  | Liste       | Voix         | %            | CM     | CC     |
| ------------- | -------------- | ----------- | ------------ | ------------ | ------ | ------ |
|               | Hélène Gingast | DVG         | 776          | 100,00       | 27     | 1      |
|               |                |             |              |              |        |        |
| Inscrits      | Inscrits       | Inscrits    | 2 852        | 100,00       |        |        |
| Abstentions   | Abstentions    | Abstentions | 1 983        | 69,53        |        |        |
| Votants       | Votants        | Votants     | 869          | 30,47        |        |        |
| Blancs        | Blancs         | Blancs      | 29           | 1,02         |        |        |
| Nuls          | Nuls           | Nuls        | 64           | 2,24         |        |        |
| Exprimés      | Exprimés       | Exprimés    | 776          | 27,21        |        |        |

### Garat
- Maire sortant : Jean-Marc Choisy (SE)
- 19 sièges à pourvoir au conseil municipal

| Tête de liste | Tête de liste | Liste       | Premier tour | Premier tour | Sièges | Sièges |
| Tête de liste | Tête de liste | Liste       | Voix         | %            | CM     | CC     |
| ------------- | ------------- | ----------- | ------------ | ------------ | ------ | ------ |
|               | Hervé Ramat   | DIV         | 382          | 59,68        | 15     | 1      |
|               | Emilie Richez | DIV         | 258          | 40,31        | 4      | 0      |
|               |               |             |              |              |        |        |
| Inscrits      | Inscrits      | Inscrits    | 1 549        | 100,00       |        |        |
| Abstentions   | Abstentions   | Abstentions | 892          | 57,59        |        |        |
| Votants       | Votants       | Votants     | 657          | 42,41        |        |        |
| Blancs        | Blancs        | Blancs      | 5            | 0,32         |        |        |
| Nuls          | Nuls          | Nuls        | 12           | 0,77         |        |        |
| Exprimés      | Exprimés      | Exprimés    | 640          | 41,32        |        |        |

### Gond-Pontouvre
- Maire sortant : Gérard Dezier (PS)
- 29 sièges à pourvoir au conseil municipal

| Tête de liste | Tête de liste | Liste       | Premier tour | Premier tour | Sièges | Sièges |
| Tête de liste | Tête de liste | Liste       | Voix         | %            | CM     | CC     |
| ------------- | ------------- | ----------- | ------------ | ------------ | ------ | ------ |
|               | Gérard Dezier | PS          | 767          | 56,68        | 23     | 2      |
|               | Corinne Meyer | DVC         | 586          | 43,31        | 6      | 1      |
|               |               |             |              |              |        |        |
| Inscrits      | Inscrits      | Inscrits    | 3 811        | 100,00       |        |        |
| Abstentions   | Abstentions   | Abstentions | 2 390        | 62,71        |        |        |
| Votants       | Votants       | Votants     | 1 421        | 37,29        |        |        |
| Blancs        | Blancs        | Blancs      | 35           | 0,92         |        |        |
| Nuls          | Nuls          | Nuls        | 33           | 0,87         |        |        |
| Exprimés      | Exprimés      | Exprimés    | 1 353        | 35,50        |        |        |

### Jarnac
- Maire sortant : François Raby (DVD)
- 27 sièges à pourvoir au conseil municipal

| Tête de liste            | Tête de liste            | Liste                    | Premier tour | Premier tour | Second tour | Second tour | Sièges | Sièges |
| Tête de liste            | Tête de liste            | Liste                    | Voix         | %            | Voix        | %           | CM     | CC     |
| ------------------------ | ------------------------ | ------------------------ | ------------ | ------------ | ----------- | ----------- | ------ | ------ |
|                          | Philippe Gesse           | DVD                      | 733          | 49,56        | 844         | 56,45       |        |        |
|                          | Jérôme Royer             | DVG                      | 486          | 32,86        | 469         | 31,37       |        |        |
|                          | Catherine Parent         | DVD                      | 260          | 17,57        | 182         | 12,17       |        |        |
|                          |                          |                          |              |              |             |             |        |        |
| Votes valides            | Votes valides            | Votes valides            | 1 479        | 97,24        |             |             |        |        |
| Votes blancs             | Votes blancs             | Votes blancs             | 17           | 1,12         |             |             |        |        |
| Votes nuls               | Votes nuls               | Votes nuls               | 25           | 1,64         |             |             |        |        |
| Total                    | Total                    | Total                    | 1 521        | 100          |             | 100         | 27     | 5      |
| Abstention               | Abstention               | Abstention               | 1 702        | 52,81        |             |             |        |        |
| Inscrits / participation | Inscrits / participation | Inscrits / participation | 3 223        | 47,19        |             |             |        |        |

### L'Isle-d'Espagnac
- Maire sortante: Marie-Hélène Pierre (PS)
- 29 sièges à pourvoir au conseil municipal

| Tête de liste | Tête de liste        | Liste       | Premier tour | Premier tour | Sièges | Sièges |
| Tête de liste | Tête de liste        | Liste       | Voix         | %            | CM     | CC     |
| ------------- | -------------------- | ----------- | ------------ | ------------ | ------ | ------ |
|               | Michel Issard        | DVG         | 911          | 58,36        | 23     | 2      |
|               | Marie-Hélène Pierre* | PS          | 650          | 41,63        | 6      | 0      |
|               |                      |             |              |              |        |        |
| Inscrits      | Inscrits             | Inscrits    | 3 759        | 100,00       |        |        |
| Abstentions   | Abstentions          | Abstentions | 2 121        | 56,42        |        |        |
| Votants       | Votants              | Votants     | 1 638        | 43,58        |        |        |
| Blancs        | Blancs               | Blancs      | 32           | 0,85         |        |        |
| Nuls          | Nuls                 | Nuls        | 45           | 1,20         |        |        |
| Exprimés      | Exprimés             | Exprimés    | 1 561        | 41,53        |        |        |

### La Couronne
- Maire sortant : Jean-François Dauré (PS)
- 29 sièges à pourvoir au conseil municipal

| Tête de liste | Tête de liste       | Liste       | Premier tour | Premier tour | Sièges | Sièges |
| Tête de liste | Tête de liste       | Liste       | Voix         | %            | CM     | CC     |
| ------------- | ------------------- | ----------- | ------------ | ------------ | ------ | ------ |
|               | Jean-François Dauré | PS          | 985          | 100,00       | 29     | 4      |
|               |                     |             |              |              |        |        |
| Inscrits      | Inscrits            | Inscrits    | 4 903        | 100,00       |        |        |
| Abstentions   | Abstentions         | Abstentions | 3 729        | 76,06        |        |        |
| Votants       | Votants             | Votants     | 1 174        | 23,94        |        |        |
| Blancs        | Blancs              | Blancs      | 89           | 1,82         |        |        |
| Nuls          | Nuls                | Nuls        | 100          | 2,04         |        |        |
| Exprimés      | Exprimés            | Exprimés    | 985          | 20,09        |        |        |

### La Rochefoucauld-en-Angoumois
- Maire sortant : Jean-Louis Marsaud (DVD)
- 27 sièges à pourvoir au conseil municipal

| Tête de liste | Tête de liste      | Liste       | Premier tour | Premier tour | Sièges | Sièges |
| Tête de liste | Tête de liste      | Liste       | Voix         | %            | CM     | CC     |
| ------------- | ------------------ | ----------- | ------------ | ------------ | ------ | ------ |
|               | Jean-Louis Marsaud | DVD         | 767          | 100,00       | 29     | 9      |
|               |                    |             |              |              |        |        |
| Inscrits      | Inscrits           | Inscrits    | 3 125        | 100,00       |        |        |
| Abstentions   | Abstentions        | Abstentions | 2 159        | 69,09        |        |        |
| Votants       | Votants            | Votants     | 966          | 30,91        |        |        |
| Blancs        | Blancs             | Blancs      | 28           | 0,90         |        |        |
| Nuls          | Nuls               | Nuls        | 171          | 5,47         |        |        |
| Exprimés      | Exprimés           | Exprimés    | 767          | 24,54        |        |        |

### Linars
- Maire sortant : Michel Germaneau (DVG)
- 19 sièges à pourvoir au conseil municipal

| Tête de liste | Tête de liste    | Liste       | Premier tour | Premier tour | Sièges | Sièges |
| Tête de liste | Tête de liste    | Liste       | Voix         | %            | CM     | CC     |
| ------------- | ---------------- | ----------- | ------------ | ------------ | ------ | ------ |
|               | Michel Germaneau | DVG         | 440          | 100,00       | 19     | 1      |
|               |                  |             |              |              |        |        |
| Inscrits      | Inscrits         | Inscrits    | 1 585        | 100,00       |        |        |
| Abstentions   | Abstentions      | Abstentions | 1 070        | 67,51        |        |        |
| Votants       | Votants          | Votants     | 515          | 32,49        |        |        |
| Blancs        | Blancs           | Blancs      | 31           | 1,96         |        |        |
| Nuls          | Nuls             | Nuls        | 44           | 2,78         |        |        |
| Exprimés      | Exprimés         | Exprimés    | 440          | 27,76        |        |        |

### Magnac-sur-Touvre
- Maire sortant : Bernard Contamine (PS)
- 23 sièges à pourvoir au conseil municipal

| Tête de liste | Tête de liste         | Liste       | Premier tour | Premier tour | Sièges | Sièges |
| Tête de liste | Tête de liste         | Liste       | Voix         | %            | CM     | CC     |
| ------------- | --------------------- | ----------- | ------------ | ------------ | ------ | ------ |
|               | Cyrille Nicolas       | DIV         | 616          | 54,75        | 18     | 1      |
|               | Joël Michel Hérigault | DIV         | 509          | 45,24        | 5      | 0      |
|               |                       |             |              |              |        |        |
| Inscrits      | Inscrits              | Inscrits    | 2 512        | 100,00       |        |        |
| Abstentions   | Abstentions           | Abstentions | 1 344        | 53,50        |        |        |
| Votants       | Votants               | Votants     | 1 168        | 46,50        |        |        |
| Blancs        | Blancs                | Blancs      | 19           | 0,76         |        |        |
| Nuls          | Nuls                  | Nuls        | 24           | 0,96         |        |        |
| Exprimés      | Exprimés              | Exprimés    | 1 125        | 44,79        |        |        |

### Montbron
- Maire sortant : Gwenhaël François (LREM)
- 19 sièges à pourvoir au conseil municipal

| Tête de liste | Tête de liste     | Liste       | Premier tour | Premier tour | Sièges | Sièges |
| Tête de liste | Tête de liste     | Liste       | Voix         | %            | CM     | CC     |
| ------------- | ----------------- | ----------- | ------------ | ------------ | ------ | ------ |
|               | Gwenhaël François | LREM        | 589          | 100,00       | 19     | 4      |
|               |                   |             |              |              |        |        |
| Inscrits      | Inscrits          | Inscrits    | 1 656        | 100,00       |        |        |
| Abstentions   | Abstentions       | Abstentions | 931          | 56,22        |        |        |
| Votants       | Votants           | Votants     | 725          | 43,78        |        |        |
| Blancs        | Blancs            | Blancs      | 42           | 2,54         |        |        |
| Nuls          | Nuls              | Nuls        | 94           | 5,68         |        |        |
| Exprimés      | Exprimés          | Exprimés    | 589          | 35,57        |        |        |

### Montmoreau
- Maire sortant : Jean-Michel Bolvin (LR)
- 23 sièges à pourvoir au conseil municipal

| Tête de liste | Tête de liste      | Liste       | Premier tour | Premier tour | Sièges | Sièges |
| Tête de liste | Tête de liste      | Liste       | Voix         | %            | CM     | CC     |
| ------------- | ------------------ | ----------- | ------------ | ------------ | ------ | ------ |
|               | Jean-Michel Bolvin | LR          | 437          | 100,00       | 27     | 8      |
|               |                    |             |              |              |        |        |
| Inscrits      | Inscrits           | Inscrits    | 1 801        | 100,00       |        |        |
| Abstentions   | Abstentions        | Abstentions | 1 123        | 62,35        |        |        |
| Votants       | Votants            | Votants     | 678          | 37,65        |        |        |
| Blancs        | Blancs             | Blancs      | 34           | 1,89         |        |        |
| Nuls          | Nuls               | Nuls        | 207          | 11,49        |        |        |
| Exprimés      | Exprimés           | Exprimés    | 437          | 24,26        |        |        |

### Mornac
- Maire sortant : Francis Laurent (DVG)
- 19 sièges à pourvoir au conseil municipal

| Tête de liste | Tête de liste    | Liste       | Premier tour | Premier tour | Sièges | Sièges |
| Tête de liste | Tête de liste    | Liste       | Voix         | %            | CM     | CC     |
| ------------- | ---------------- | ----------- | ------------ | ------------ | ------ | ------ |
|               | Francis Laurent  | DVG         | 723          | 85,76        | 18     | 1      |
|               | Philippe Demarly | DIV         | 120          | 14,23        | 1      | 0      |
|               |                  |             |              |              |        |        |
| Inscrits      | Inscrits         | Inscrits    | 1 802        | 100,00       |        |        |
| Abstentions   | Abstentions      | Abstentions | 933          | 51,78        |        |        |
| Votants       | Votants          | Votants     | 869          | 48,22        |        |        |
| Blancs        | Blancs           | Blancs      | 13           | 0,72         |        |        |
| Nuls          | Nuls             | Nuls        | 13           | 0,72         |        |        |
| Exprimés      | Exprimés         | Exprimés    | 843          | 46,78        |        |        |

### Mouthiers-sur-Boëme
- Maire sortant : Michel Carteret (DVG)
- 19 sièges à pourvoir au conseil municipal

| Tête de liste | Tête de liste   | Liste       | Premier tour | Premier tour | Sièges | Sièges |
| Tête de liste | Tête de liste   | Liste       | Voix         | %            | CM     | CC     |
| ------------- | --------------- | ----------- | ------------ | ------------ | ------ | ------ |
|               | Michel Carteret | DVG         | 563          | 100,00       | 19     | 1      |
|               |                 |             |              |              |        |        |
| Inscrits      | Inscrits        | Inscrits    | 2 061        | 100,00       |        |        |
| Abstentions   | Abstentions     | Abstentions | 1 449        | 70,31        |        |        |
| Votants       | Votants         | Votants     | 612          | 29,69        |        |        |
| Blancs        | Blancs          | Blancs      | 19           | 0,92         |        |        |
| Nuls          | Nuls            | Nuls        | 30           | 1,46         |        |        |
| Exprimés      | Exprimés        | Exprimés    | 563          | 27,32        |        |        |

### Nersac
- Maire sortant : André Bonichon (DIV)
- 19 sièges à pourvoir au conseil municipal

| Tête de liste | Tête de liste     | Liste       | Premier tour | Premier tour | Sièges | Sièges |
| Tête de liste | Tête de liste     | Liste       | Voix         | %            | CM     | CC     |
| ------------- | ----------------- | ----------- | ------------ | ------------ | ------ | ------ |
|               | Barbara Couturier | DIV         | 471          | 55,67        | 15     | 1      |
|               | André Bonichon    | DIV         | 375          | 44,32        | 4      | 0      |
|               |                   |             |              |              |        |        |
| Inscrits      | Inscrits          | Inscrits    | 1 807        | 100,00       |        |        |
| Abstentions   | Abstentions       | Abstentions | 921          | 50,97        |        |        |
| Votants       | Votants           | Votants     | 886          | 49,03        |        |        |
| Blancs        | Blancs            | Blancs      | 12           | 0,66         |        |        |
| Nuls          | Nuls              | Nuls        | 28           | 1,55         |        |        |
| Exprimés      | Exprimés          | Exprimés    | 846          | 46,82        |        |        |

### Puymoyen
- Maire sortant : Gérard Bruneteau (DVD)
- 19 sièges à pourvoir au conseil municipal

| Tête de liste            | Tête de liste            | Liste                    | Premier tour | Premier tour | Second tour | Second tour | Sièges | Sièges |
| Tête de liste            | Tête de liste            | Liste                    | Voix         | %            | Voix        | %           | CM     | CC     |
| ------------------------ | ------------------------ | ------------------------ | ------------ | ------------ | ----------- | ----------- | ------ | ------ |
|                          | Gérard Bruneteau         | DVD                      | 503          | 50,00        | 590         | 53          |        |        |
|                          | Danièle Meriglier        | DIV                      | 417          | 41,45        | 523         | 46,99       |        |        |
|                          | Patrick Acker            | DIV                      | 86           | 8,54         |             |             |        |        |
|                          |                          |                          |              |              |             |             |        |        |
| Votes valides            | Votes valides            | Votes valides            | 1 006        | 96,18        |             |             |        |        |
| Votes blancs             | Votes blancs             | Votes blancs             | 20           | 1,91         |             |             |        |        |
| Votes nuls               | Votes nuls               | Votes nuls               | 20           | 1,91         |             |             |        |        |
| Total                    | Total                    | Total                    | 1 046        | 100          |             | 100         | 19     | 1      |
| Abstention               | Abstention               | Abstention               | 1 123        | 51,78        |             |             |        |        |
| Inscrits / participation | Inscrits / participation | Inscrits / participation | 2 169        | 48,22        |             |             |        |        |

### Rouillac
- Maire sortant : Michel Trainaud (DVD)
- 23 sièges à pourvoir au conseil municipal

| Tête de liste | Tête de liste    | Liste       | Premier tour | Premier tour | Sièges | Sièges |
| Tête de liste | Tête de liste    | Liste       | Voix         | %            | CM     | CC     |
| ------------- | ---------------- | ----------- | ------------ | ------------ | ------ | ------ |
|               | Dominique Mancia | DIV         | 500          | 100,00       | 27     | 9      |
|               |                  |             |              |              |        |        |
| Inscrits      | Inscrits         | Inscrits    | 2 109        | 100,00       |        |        |
| Abstentions   | Abstentions      | Abstentions | 1 470        | 69,70        |        |        |
| Votants       | Votants          | Votants     | 639          | 30,30        |        |        |
| Blancs        | Blancs           | Blancs      | 31           | 1,47         |        |        |
| Nuls          | Nuls             | Nuls        | 108          | 5,12         |        |        |
| Exprimés      | Exprimés         | Exprimés    | 500          | 23,71        |        |        |

### Roullet-Saint-Estèphe
- Maire sortant : Gérard Roy (DVD)
- 27 sièges à pourvoir au conseil municipal

| Tête de liste | Tête de liste | Liste       | Premier tour | Premier tour | Sièges | Sièges |
| Tête de liste | Tête de liste | Liste       | Voix         | %            | CM     | CC     |
| ------------- | ------------- | ----------- | ------------ | ------------ | ------ | ------ |
|               | Gérard Roy    | DVD         | 772          | 100,00       | 27     | 2      |
|               |               |             |              |              |        |        |
| Inscrits      | Inscrits      | Inscrits    | 3 282        | 100,00       |        |        |
| Abstentions   | Abstentions   | Abstentions | 2 450        | 74,65        |        |        |
| Votants       | Votants       | Votants     | 832          | 25,35        |        |        |
| Blancs        | Blancs        | Blancs      | 34           | 1,04         |        |        |
| Nuls          | Nuls          | Nuls        | 26           | 0,79         |        |        |
| Exprimés      | Exprimés      | Exprimés    | 772          | 23,52        |        |        |

### Ruelle-sur-Touvre
- Maire sortant : Michel Tricoche (DVG)
- 29 sièges à pourvoir au conseil municipal

| Tête de liste | Tête de liste     | Liste       | Premier tour | Premier tour | Sièges | Sièges |
| Tête de liste | Tête de liste     | Liste       | Voix         | %            | CM     | CC     |
| ------------- | ----------------- | ----------- | ------------ | ------------ | ------ | ------ |
|               | Jean-Luc Valantin | DVG         | 1 023        | 64,58        | 24     | 2      |
|               | Karen Dubois      | DVG         | 561          | 35,41        | 5      | 1      |
|               |                   |             |              |              |        |        |
| Inscrits      | Inscrits          | Inscrits    | 5 420        | 100,00       |        |        |
| Abstentions   | Abstentions       | Abstentions | 3 758        | 69,34        |        |        |
| Votants       | Votants           | Votants     | 1 662        | 30,66        |        |        |
| Blancs        | Blancs            | Blancs      | 31           | 0,57         |        |        |
| Nuls          | Nuls              | Nuls        | 47           | 0,87         |        |        |
| Exprimés      | Exprimés          | Exprimés    | 1 584        | 29,23        |        |        |

### Ruffec
- Maire sortant : Bernard Charbonneau (DVG)
- 23 sièges à pourvoir au conseil municipal

| Tête de liste | Tête de liste       | Liste       | Premier tour | Premier tour | Sièges | Sièges |
| Tête de liste | Tête de liste       | Liste       | Voix         | %            | CM     | CC     |
| ------------- | ------------------- | ----------- | ------------ | ------------ | ------ | ------ |
|               | Thierry Bastier     | DIV         | 672          | 59,62        | 19     | 9      |
|               | Jean-Michel Jeannet | DIV         | 455          | 40,37        | 4      | 2      |
|               |                     |             |              |              |        |        |
| Inscrits      | Inscrits            | Inscrits    | 2 451        | 100,00       |        |        |
| Abstentions   | Abstentions         | Abstentions | 1 269        | 51,77        |        |        |
| Votants       | Votants             | Votants     | 1 182        | 48,23        |        |        |
| Blancs        | Blancs              | Blancs      | 13           | 0,53         |        |        |
| Nuls          | Nuls                | Nuls        | 42           | 1,71         |        |        |
| Exprimés      | Exprimés            | Exprimés    | 1 127        | 45,98        |        |        |

### Saint-Michel
- Maire sortante: Fabienne Godichaud (DVG)
- 23 sièges à pourvoir au conseil municipal

| Tête de liste | Tête de liste      | Liste       | Premier tour | Premier tour | Sièges | Sièges |
| Tête de liste | Tête de liste      | Liste       | Voix         | %            | CM     | CC     |
| ------------- | ------------------ | ----------- | ------------ | ------------ | ------ | ------ |
|               | Fabienne Godichaud | DVG         | 596          | 100,00       | 23     | 1      |
|               |                    |             |              |              |        |        |
| Inscrits      | Inscrits           | Inscrits    | 1 951        | 100,00       |        |        |
| Abstentions   | Abstentions        | Abstentions | 1 256        | 64,38        |        |        |
| Votants       | Votants            | Votants     | 695          | 35,62        |        |        |
| Blancs        | Blancs             | Blancs      | 18           | 0,92         |        |        |
| Nuls          | Nuls               | Nuls        | 81           | 4,15         |        |        |
| Exprimés      | Exprimés           | Exprimés    | 596          | 30,55        |        |        |

### Saint-Yrieix-sur-Charente
- Maire sortant : Denis Dolimont (DVG)
- 29 sièges à pourvoir au conseil municipal

| Tête de liste | Tête de liste         | Liste       | Premier tour | Premier tour | Sièges | Sièges |
| Tête de liste | Tête de liste         | Liste       | Voix         | %            | CM     | CC     |
| ------------- | --------------------- | ----------- | ------------ | ------------ | ------ | ------ |
|               | Jean-Jacques Fournié  | PS          | 1 223        | 57,01        | 23     | 2      |
|               | Benoît Miege-Declercq | DVD         | 922          | 42,98        | 6      | 1      |
|               |                       |             |              |              |        |        |
| Inscrits      | Inscrits              | Inscrits    | 5 435        | 100,00       |        |        |
| Abstentions   | Abstentions           | Abstentions | 3 234        | 59,50        |        |        |
| Votants       | Votants               | Votants     | 2 201        | 40,50        |        |        |
| Blancs        | Blancs                | Blancs      | 22           | 0,40         |        |        |
| Nuls          | Nuls                  | Nuls        | 34           | 0,63         |        |        |
| Exprimés      | Exprimés              | Exprimés    | 2 145        | 39,47        |        |        |

### Segonzac
- Maire sortante: Véronique Marendat (UDI)
- 19 sièges à pourvoir au conseil municipal

| Tête de liste | Tête de liste   | Liste       | Premier tour | Premier tour | Sièges | Sièges |
| Tête de liste | Tête de liste   | Liste       | Voix         | %            | CM     | CC     |
| ------------- | --------------- | ----------- | ------------ | ------------ | ------ | ------ |
|               | Jérôme Froin    | DIV         | 393          | 55,50        | 15     | 2      |
|               | Laurent Georges | DIV         | 315          | 44,49        | 4      | 0      |
|               |                 |             |              |              |        |        |
| Inscrits      | Inscrits        | Inscrits    | 1 649        | 100,00       |        |        |
| Abstentions   | Abstentions     | Abstentions | 905          | 54,88        |        |        |
| Votants       | Votants         | Votants     | 744          | 45,12        |        |        |
| Blancs        | Blancs          | Blancs      | 15           | 0,91         |        |        |
| Nuls          | Nuls            | Nuls        | 21           | 1,27         |        |        |
| Exprimés      | Exprimés        | Exprimés    | 708          | 42,94        |        |        |

### Soyaux
- Maire sortant : François Nebout (DVD)
- 29 sièges à pourvoir au conseil municipal

| Tête de liste            | Tête de liste            | Liste                    | Premier tour | Premier tour | Second tour | Second tour | Sièges | Sièges |
| Tête de liste            | Tête de liste            | Liste                    | Voix         | %            | Voix        | %           | CM     | CC     |
| ------------------------ | ------------------------ | ------------------------ | ------------ | ------------ | ----------- | ----------- | ------ | ------ |
|                          | François Nebout          | DVD                      | 930          | 38,58        | 933         | 41,22       |        |        |
|                          | Frédéric Cros            | DVD                      | 664          | 27,55        | 675         | 29,82       |        |        |
|                          | Cédric Jegou             | DVC                      | 503          | 20,87        | 436         | 19,26       |        |        |
|                          | William Jacquilliard     | PS                       | 313          | 12,98        | 219         | 9,67        |        |        |
|                          |                          |                          |              |              |             |             |        |        |
| Votes valides            | Votes valides            | Votes valides            | 2 410        | 97,85        |             |             |        |        |
| Votes blancs             | Votes blancs             | Votes blancs             | 13           | 0,53         |             |             |        |        |
| Votes nuls               | Votes nuls               | Votes nuls               | 40           | 1,62         |             |             |        |        |
| Total                    | Total                    | Total                    | 2 463        | 100          |             | 100         | 29     | 4      |
| Abstention               | Abstention               | Abstention               | 3 523        | 58,85        |             |             |        |        |
| Inscrits / participation | Inscrits / participation | Inscrits / participation | 5 986        | 41,15        |             |             |        |        |

### Terres-de-Haute-Charente
- Maire sortant : Jean-Michel Dufaud (DVG)
- 27 sièges à pourvoir au conseil municipal

| Tête de liste | Tête de liste      | Liste       | Premier tour | Premier tour | Sièges | Sièges |
| Tête de liste | Tête de liste      | Liste       | Voix         | %            | CM     | CC     |
| ------------- | ------------------ | ----------- | ------------ | ------------ | ------ | ------ |
|               | Sandrine Précigout | DVG         | 823          | 55,42        | 23     | 6      |
|               | Jean-Marc Capoïa   | DVG         | 662          | 44,57        | 6      | 1      |
|               |                    |             |              |              |        |        |
| Inscrits      | Inscrits           | Inscrits    | 2 983        | 100,00       |        |        |
| Abstentions   | Abstentions        | Abstentions | 1 400        | 46,93        |        |        |
| Votants       | Votants            | Votants     | 1 583        | 53,07        |        |        |
| Blancs        | Blancs             | Blancs      | 30           | 1,01         |        |        |
| Nuls          | Nuls               | Nuls        | 68           | 2,28         |        |        |
| Exprimés      | Exprimés           | Exprimés    | 1 485        | 49,78        |        |        |

### Vars
- Maire sortant : Jean-Marc de Lustrac (UDI)
- 19 sièges à pourvoir au conseil municipal

| Tête de liste | Tête de liste | Liste       | Premier tour | Premier tour | Sièges | Sièges |
| Tête de liste | Tête de liste | Liste       | Voix         | %            | CM     | CC     |
| ------------- | ------------- | ----------- | ------------ | ------------ | ------ | ------ |
|               | Maryse Potel  | DIV         | 446          | 100,00       | 19     | 6      |
|               |               |             |              |              |        |        |
| Inscrits      | Inscrits      | Inscrits    | 1 702        | 100,00       |        |        |
| Abstentions   | Abstentions   | Abstentions | 1 182        | 69,45        |        |        |
| Votants       | Votants       | Votants     | 520          | 30,55        |        |        |
| Blancs        | Blancs        | Blancs      | 30           | 1,76         |        |        |
| Nuls          | Nuls          | Nuls        | 44           | 2,59         |        |        |
| Exprimés      | Exprimés      | Exprimés    | 446          | 26,20        |        |        |